# Léonce Roels

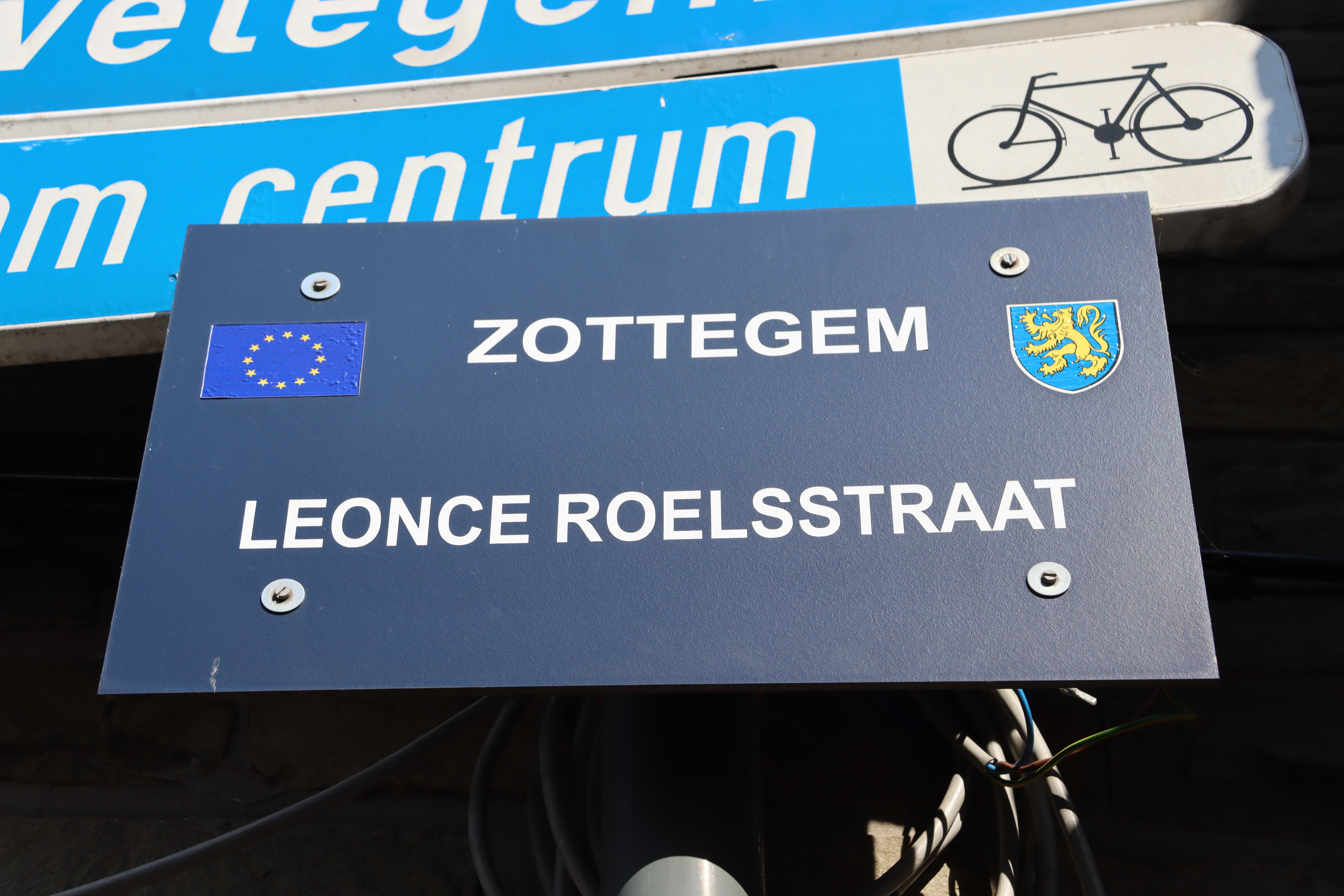
Léonce Roelsstraat Zottegem

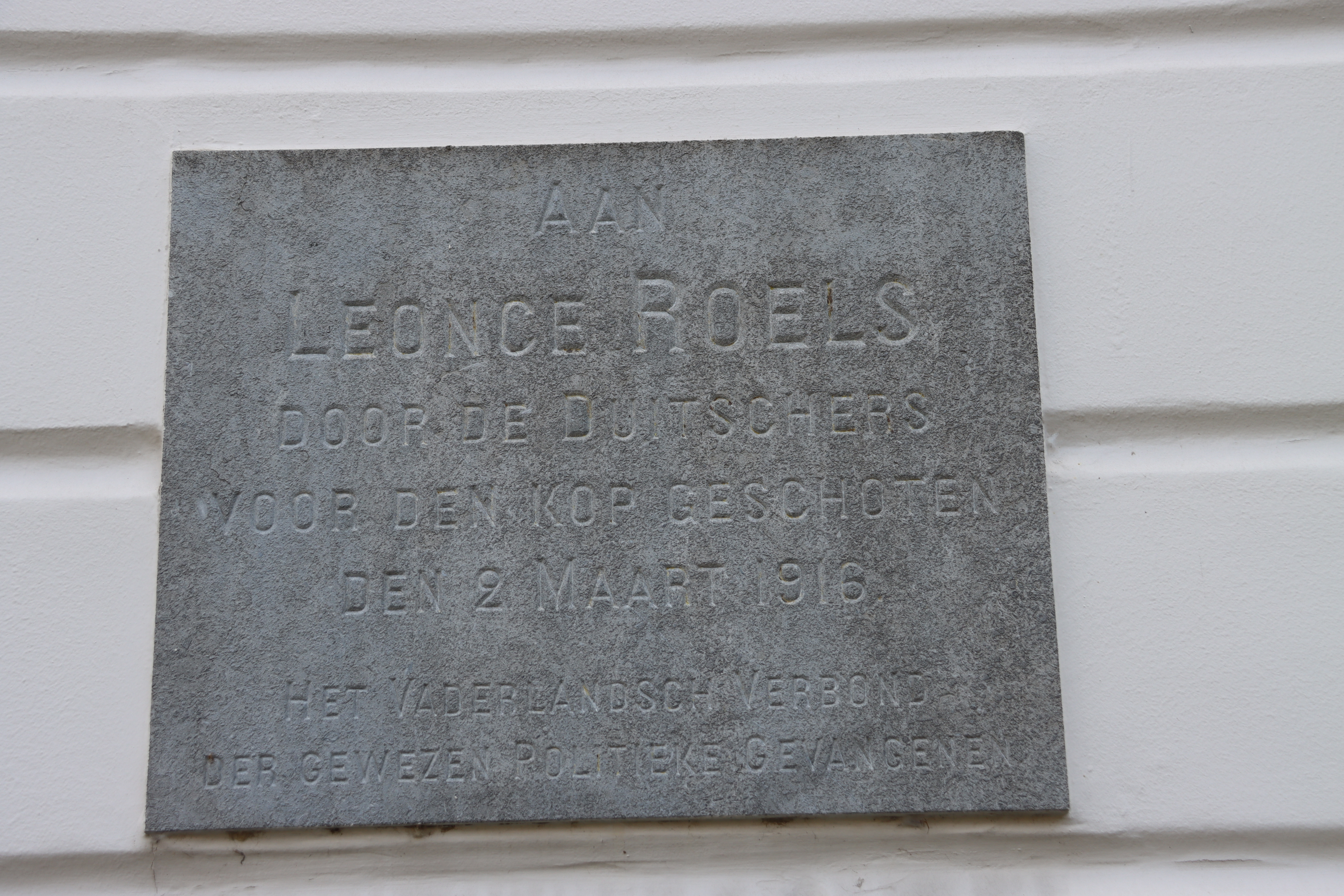
Gedenkplaat Léonce Roels

Léonce Roels (Oudenaarde, 1 juli 1869 – Masnuy-Saint-Jean, 2 maart 1916) was een Belgisch roeier en verzetsstrijder en oorlogsslachtoffer in het Belgische Zottegem tijdens de Eerste Wereldoorlog. 

## Levensloop
Léonce Roels was in de jaren '90 van de 19e eeuw een succesvol roeier die voor België aan internationale kampioenschappen deelnam. Op de Europese kampioenschappen van 1893 en 1894 won hij brons met de Acht mannen. In 1896 won hij zilver in de Acht.
Hij was later notaris en Zottegems gemeenteraadslid voor de liberale partij. Hij zette tijdens de Eerste Wereldoorlog een spionagenetwerk op om de Duitse troepen- en materiaalbewegingen te volgen, maar werd verklikt door de contraspion Eugène Jasienski (die zich bij de burgemeester had uitgegeven voor Frans officier, waarop Roels het spionagenetwerk aan Jasienski uit de doeken deed). Hij werd samen met Désiré Van den Bossche door de Duitsers opgepakt en gefusilleerd in Masnuy-Saint-Jean op 2 maart 1916. 
In 1921 werd zijn beeltenis aangebracht op het Heldenmonument op de Heldenlaan. De tekst luidt: 'Hommage des notaires belges et français à leur confrère, Léonce Roels. Mort pour la patrie, fusillé à Casteau le 2 mars 1916' (Nederlands: 'Eerbetoon van de Belgische en Franse notarissen aan hun confrater Léonce Roels, gestorven voor het vaderland, terechtgesteld in Casteau op 2 maart 1916').  In 1933 werd in Zottegem de Léonce Roelsstraat ingewijd en werd een gedenkplaat aangebracht op nummer 7. De tekst luidt: 'Aan Léonce Roels door den Duitschers door den kop geschoten den 2 maart 1916 het vaderlandsch verbond der gewezen politieke gevangenen'. 